# 赤方偏移の量子化
赤方偏移の量子化（Redshift quantization) は、宇宙論的に離れた天体（特に銀河）の赤方偏移が特定の数値の整数倍付近に集まる傾向があるとする仮説を指す。ハッブルの法則に表わすところによると、赤方偏移とその天体の地球からの距離との間には相関があるので、赤方偏移の量子化は地球から銀河までの距離が量子化されているか、でなければ赤方偏移と距離との間の相関に問題があることを示唆する。この2つのうちどちらであっても、宇宙論的に重大な意味がある。ホルトン・アープを始めとする、ビッグバン宇宙論に反対する多くの科学者は、赤方偏移の量子化を示唆するとされる観測結果を宇宙の起源と歴史についての定説を否定する理由として挙げている。
1973年、天文学者ウィリアム・ティフトにより赤方偏移の量子化を示唆する証拠が初めて報告された（それ以前についてはジェルジュ・パールを参考のこと）。近年の、クエーサーを対象とする赤方偏移サーベイからは、銀河の凝集に起因すると思われるもの以上の量子化を示唆する結果は得られていない。従って、多くの宇宙論研究者はボイドとフィラメントを横切ったときに生じる銀河分布のピーク以上の赤方偏移の量子化の存在については懐疑的である。
その他の呼称としては、「赤方偏移の周期性」、「赤方偏移の離散化」、「被選好的赤方偏移」、「赤方偏移集中帯」などがある。
この用語は、ハッブル赤方偏移の起源と、赤方偏移の大きさを距離で記述する方程式に作用量子が表われるような理論全てを指す。

## カールソンの公式
ほとんどの研究者は様々な星や複合天体（銀河など）を対象とするが、カールソンとバービッジは孤立クエーサーやコンパクト銀河などの比較的単純な天体に対象を絞って研究を行った。多数の天体についての統計を取った結果、より被選好的な赤方偏移の値についてのカールソンの公式が得られた。すなわち、多くの赤方偏移 {\displaystyle Z} （周波数シフトを元の周波数で割ったもの）は {\displaystyle Z(n)=nK} 付近に集中する。ここで、{\displaystyle K=0.061} とし、 {\displaystyle n} は 3, 4, 6, ... の整数値とする。Moret-Baillyによれば、この奇妙な整数の分布は以下のように説明できる。{\displaystyle 3K=0.183} は水素原子のライマンベータ周波数からライマンアルファ周波数までのシフト量0.1852 ≈ 3 ∗ 0.0617と近く、{\displaystyle 4K=0.244}は同じくライマンガンマからライマンアルファまでのシフト量 0.25 = 4 ∗ 0.0625と近い。カールソンの公式に登場する2つのパラメータは説明されたが、しかしここでいう赤方偏移はどのような水素の分光学的性質に起因しているのだろうか？J. C. Pecker は非コヒーレントラマン効果を提案したが、非コヒーレントラマン効果は周波数を足し上げるのであってシフトさせるのではないので違うはずである。ただし、研究室においてはフェムト秒レーザーパルスを用いればコヒーレントラマンは周波数をシフトする。ナノ秒パルスを用いれば瞬間的誘導ラマン散乱 (ISRS) が励起された水素原子において発生し、時間コヒーレンスのある光が発せられる。超低圧の原子雲の中においては、クエーサーの周囲の比較的冷たい原子状水素が光によって構造を持つことになる。ライマンアルファ線に相当する光が水素原子に吸収されると原子は励起され、これにより既存の吸収線がライマンアルファ周波数に達するまでシフトされることになる。全てのガス線は弱いISRSが高い周波数の光の吸収を起こすまで吸収され、その後赤方偏移が再び開始する。 {\displaystyle 3K} および {\displaystyle 4K} のシフトはクエーサーのライマンの森にある類似の吸収線の間を繋いでいる。
銀河は大きすぎるので、その周辺の空間は確実な構造を持つことはできない。このため、ティフトと支持者らは確実な結果を得ることはできなかった。極めて光度の高い超新星の周りでは水素原子が励起されるほど熱くなっており、カールソンの公式は破れるので、局所的に大きな赤方偏移は銀河マップにおける「空洞」として理解される。

## ウィリアム・ティフトによる原調査
ウィリアム・ティフトは赤方偏移の量子化を初めて調査し、「赤方偏移の大きさが集中する相関」と呼んだ 。1973年の彼の論文を下に引用する。
「かみのけ座、ペルセウス座、A2199 の200を超える赤方偏移から、赤方偏移が周期的に集中的相関を持つことが明らかに示唆された。最終的に、かみのけ座銀河団内の明るい銀河の正確な赤方偏移の標本が得られ、220 km⋅s−1 の周期で強い赤方偏移が見られた。かみのけ座銀河団内の内部的ドップラーシフトは 20 km⋅s−1 を超えることはない。」
ティフトは、この観測結果は標準的宇宙論の枠組みでは説明できないとしている。彼の主張のまとめを以下に示す。
「計画の進展につれてよりはっきりしたのは、赤方偏移が単に速度と宇宙のスケールによるものだとする解釈とは相容れない特徴をもつということである。様々な示唆が折に触れて指摘されてきているが、基本的に観測主導でこの研究は進んでいる。」

## 他の研究者によるその後の研究
1980年代終わりから1990年代初頭にかけて、赤方偏移の量子化についていくつかの研究が行われた。
1. 1989年、Martin R. Croasdale により、異なる銀河標本について周期 72 km/s (Δz = 2.4×10−4) の赤方偏移の量子化が報告された[18]。
2. 1990年、Bruce Guthrie と William Napier により、明るい渦巻銀河に限定し、他の種類を排除したやや大きいデータセットを対象として、同じ大きさの「周期性かもしれないもの」の発見が報告された[19]。
3. 1992年、Guthrie と Napier は、89の銀河を標本として周期を Δz = 1.24×10−4 に増やすことを提案した[20]。
4. 1992年、 G. Paal, et al. [21] および A. Holba, et al. [22] はかなり大きな銀河標本からの赤方偏移データを再解析し、赤方偏移に説明されない周期があると結論づけた。
5. 1994年、A. Holba, et al. [23] はクエーサーの赤方偏移も再解析し、やはり説明されない周期があると結論づけた。
6. 1997年、W. Μ. Napier と B. N. G. Guthrie は次の同じ結論に至った。「これまで250を超える銀河の高精度 HI プロファイルの赤方偏移を研究し、一貫性をもって選択された十分な精度をもつ部分標本を対象としたこれまでの検査によると、銀河中心参照系における赤方偏移分布には強い量子化が見られる。 ... この結果に付随する形式的信頼水準は極めて高い。」[24]

これらの研究の全ては1990年代終わりに起こった赤方偏移カタログ化に関する莫大な進歩の前に行われたものである。この時期以降、天文学者が赤方偏移を計測した銀河の数は数桁オーダーで増えている。

## 評価と批判
After the discovery of Karlsson's formula, a statistic on a large number of quasars and "compact galaxies" allowed a precise computation of Karlsson's constant, the value of which is found by pure, standard spectroscopy.
The spectroscopic computation of Karlsson's formula is founded on the generation of shells in which relatively cold atomic hydrogen is either:
-a) pumped to excited states, mainly 2P, whose quadrupolar resonances are able to transfer energy from light to background radiation, using a coherent Impulsive Stimulated Raman Scattering (ISRS). This transfer of energy redshifts light. This redshift requires energy at Lyman alpha frequency, and the redshift renews this energy up to a shift of Lyman beta or an other line written in the spectrum to Ly alpha frequency.
-b) in its atomic ground state. There is no redshift because there are no 2P atoms, the 1420 MHz quadrupolar resonance is too high to allow an ISRS. However, atoms pumped by short frequencies to high levels, or 2S, 2P atoms resulting from a decay from these levels provide a small redshift  which allows to reach energy at Ly alpha frequency, so that case a may be reached.
Thus output from case b to case a requires high frequency light which disappears fast in thermal radiation.
The first case appears where pressure of atomic hydrogen is low enough around the quasar to allow a collisional time longer than the length of light pulses of incoherent light, condition for an ISRS.
These structures of atomic hydrogen cannot be built if many sources are present, as close to a galaxy.
This lack of periodicity for galaxies was demonstrated experimentally:

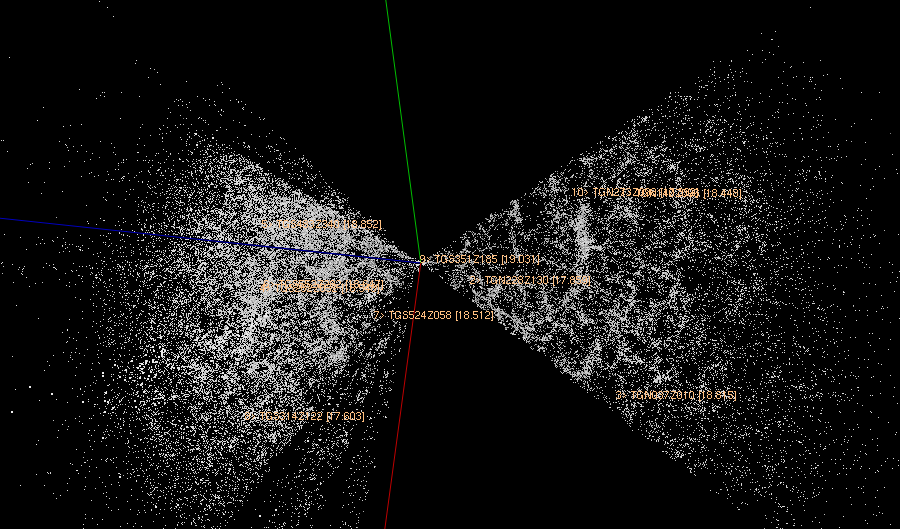
2dF GRS によるデータを図示したもの。厳密赤方偏移の量子化が存在するのであれば同心円が表われるはずである。ここに見てとれる銀河フィラメントにより、統計的手法によっては弱い赤方偏移が現れうる。

ティフトの提案以降、この仮説について議論していたのは一般的には標準的宇宙論に対する批判者に限られていた。しかしながら、20年近く経過した後になって、他の研究者達によりティフトの発見の検証が行われ始めた。当初は興味を引いたものの、その後は天文学会に量子化はすべて偶然かいわゆる幾何効果によるものだとするコンセンサスができあがっていた。現在の観測と銀河の大規模構造モデルではフィラメント状の超銀河団と超空洞があるとされており、これにより粗い統計的な意味では銀河の位置には相関があるが、このような集団化によって、銀河の赤方偏移の特性といえるほどの強い周期性が引き起こされることはない。十分に少ない例外を除いて、現代的の宇宙論研究者はよく知られている事象を言い換えたものに過ぎないこと、もしくは全く存在しない事象であることを示唆している。
1987年、E. Sepulveda によりポリトロープ理論により全ての赤方偏移の周期性を説明できるとする、次のような幾何的パラダイムが提案された。
「最も短い周期性 (Δz = 72144 km/s) は銀河団の分布に起因するものである。最も長い周期性 (Δz = 0.15) は宇宙周縁回路に起因するものである。中間的な周期性はその他の幾何的逸脱に起因するものである。これらの周期性もしくは量子化のように見えるものは、原始の原子に起こった実際の量子化の遺物、または忠実な化石である。」
2002年、Hawkins et al. によると、2dF サーベイの結果からは赤方偏移の量子化の証拠は全く得られず、Napier 自身の用いたガイドラインを用いても赤方偏移の周期性は標本中に現われなかったとしている。
「我々は、Burbidge & Napier (2001) が用いた標本のほぼ8倍のデータ点に基いて、以前検出された周期的シグナルはノイズとウィンドウ関数による効果の組み合わせから生じたものであると結論する。」
2005年、Tang および Zhang は次のように言明した。
「.. スローン・デジタル・スカイサーベイや2dF QSO 赤方偏移サーベイが公開しているデータに基いて、QSO が活動銀河から射出されたものであり宇宙の膨張に起因するものではない周期的な赤方偏移を示しているという仮説を検証した。2つの異る本質的赤方偏移モデルについて、[..] log(1+z) についての周期およびその他の周期の存在を裏付ける証拠は得られなかった。」
2006年にBajan, et al. により発表された、銀河の赤方偏移の周期性の研究についての歴史的レビューは、「我々の見解によれば銀河の赤方偏移の周期性の存在は確立されているとはいえない」と結論づけている。
2006年の M. B. Bell と D. McDiarmid による報告では、「46,400個のクエーサーについてのSDSSデータに見られる6つのピークは、Decreasing Intrinsic Redshift Model の予言する被選好的赤方偏移と一致する」という。この2人は選択効果によりピークのほとんどの目立つ部分が生じることが報告されていることは認知している。にもかかわらず、これらのピークは解析に含められており、彼らは周期性が見られるという結論が選択効果に説明がつくものなのか疑問は呈しているが、彼らの論文の考察部には粗雑な域を超えるクロスサーベイ比較は載せられていない。この論文への手短な反応として、Schneider et al. (2007)  のセクション5が挙げられる。これによると、これまでに知られている選択効果によるものを除くと、全ての「周期的」構造は消えてなくなるとされる。